# Francis Browne
O Reverendo Francis  Mary Hegarty Browne, SJ, MC e Bar, Croix de Guerre (3 de janeiro de 1880 – 7 de julho de 1960) foi um Jesuíta e prolífico fotógrafo irlandês. Suas fotos mais conhecidas são do RMS Titanic e seus passageiros e tripulação tiradas pouco antes do naufrágio em 15 de abril de 1912.

## A bordo doTitanic
Em abril de 1912 ele ganhou de presente de seu tio uma passagem na viagem inaugural do RMS Titanic de Southampton, Inglaterra para Queenstown, Irlanda, via Cherbourg, França. Ele viajou para Southampton via Liverpool e Londres, embarcando no Titanic na tarde de 10 de abril de 1912. Ele reservou a cabine número A37 no Convés de Passeio. Browne tirou dezenas de fotografias a bordo do Titanic naquele dia e na manhã seguinte; tirou fotografias do ginásio, da sala de rádio Marconi, do salão de jantar da Primeira Classe, sua própria cabine e dos passageiros passeando nos Conveses de Passeio e de Botes. Browne captou as últimas imagens conhecidas de muitos tripulantes e passageiros, incluindo o Capitão Edward J. Smith, o gerente do ginásio T.W. McCawley, o engenheiro William Parr, do Major Archibald Butt e inúmeros passageiros da terceira classe, cujos nomes são desconhecidos.
Durante sua viagem no Titanic, Browne fez amizade com um casal de milionários americanos que estavam sentados na mesa dele no salão de jantar de primeira classe do navio. Eles se ofereceram para pagar sua viagem até Nova Iorque e de seu retorno para que Browne fizesse companhia ao casal durante sua viagem até Nova Iorque. Browne telegrafou à seu superior pedindo permissão, mas a resposta não deixou dúvidas: "SAIA DO NAVIO – PROVINCIANO".
Browne deixou o Titanic quando este ancorou em Queenstown e retornou para Dublin para continuar seus estudos teológicos. Quando as notícias de que o navio tinha afundado chegaram ao reverendo, ele percebeu que suas fotos seriam de grande interesse e negociou suas vendas com vários jornais e empresas de notícias. Elas apareceram em publicações por todo o mundo. Browne reteve seus negativos. Seu mais famoso álbum está descrito como Titanic Album of Father Browne.